# 小如意蚯蚓螺
小如意蚯蚓螺（学名：Tenagodus trochlearis）是蚯蚓螺科的一种，舊屬蚯蚓螺属，今屬嵩毛蟶屬。

## 分佈
主要分布于台湾，常栖息在浅海珊瑚礁、岩石底。

## 外部連結
- 維基物種上的相關：小如意蚯蚓螺